# Владислав Томовић
Владислав Томовић (енгл. Vladislav Tomovich; Беране, 1933 — Торонто, 1. август 2012) био је српски књижевник и универзитетски професор.

## Биографија
Владислав Томовић рођен је 1933. године у Беранама. Емигрирао је у Канаду 1958. године као грађевински техничар. У почетку је радио теже физичке послове – три године је био дрвосеча у шумама Лабрадора.
Са скромном уштеђевином уписао је Филозофски факултет у Сент Кетринсу где је дипломирао и магистрирао социологију и политичке науке. Затим је докторирао и постао професор социологије на универзитету Брок (енгл. Brock University) где је тридесет година предавао социологију.
Као социолог, писао је на српском и на енглеском језику, а радове је објављивао у веома угледним социолошким часописима.
Преминуо је 1 августа 2012. у Торонту. Сахрањен је 4. августа на гробљу Ландис лејн (енгл. Lundy's Lane Cemetery) у Нијагари.

## Дела
- „Антологија кратке приче Канаде” (1986)
- „Canadian Serbs: A History of their Social and Cultural Traditions” (2002)